# إنترنت خطوط الطاقة
الحزمة العريضة عبر خطوط الطاقة (Broadband Over Powerline BPL)أو الاتصالات عبر خطوط الطاقة (Power Line Communication PLC)
هي خطوط نقل الطاقة هي عباره عن كابلات نحاسيه غالباً والمنيوم نادرا، كما يعرف ان خطوط نقل الطاقة حول العالم غير معزوله أي انها لا تحتوي على طبقه بلاستيكيه تحيط بها والسبب انها ستكون مكلفه جدا إذا كانت معزوله والسبب الآخر انها بعيدا عن البشر حيث انها معلقه في الهواء على ارتفاعات عاليه وتتواجد في مناطق غير سكنيه، وظيفة هذه الخطوط هو نقل الطاقة المولده من محطه توليد تتواجد غالبا قرب ا لبحار أو على الأنهار إلى قرب المناطق السكنية إلى محطات أخرى تقوم بخفظ الطاقة وتعرف ب Step down Substation
ومن ثم تبدا عمليه التوزيع إلى المناطق السكنية عن طريق خطوط طاقة أخرى وهي خطوط نقل الطاقة الأرضية (الضغط الواظىءlow tention) أو (Underground Transmission line)
تقنية الاتصالات عبر الخطوط الكهربائية
هي عباره عن تكنولوجيا تسمح بإصال خدمه خطوط الإنترنت السريعة عبر خطوط منافذ الكهرباء الموجود في المنازل.
تسمح خدمه BPL بخدمه إنترنت سريعه تتجاوز خطوط DSL و Cable Modem. بالعموم خطوط نقل الطاقة لا تختلف عن خطوط الشبكات العادية ولهذا فهي مناسبه جدا لهذه العملية، وهذه الخدمة تم تجربتها في الولايات المتحدة الإمريكية وبعض الدول الاوربيه
فلقد أصبح بالإمكان إنشاء شبكة نقل بيانات داخل منزل أو بناء مؤلف من عدة طوابق عن طريق تركيب محولات على توصيلات الأسلاك الكهربائية مستخدمين تقنية الإنترنت عبر خطوط الطاقة الكهربائية.
وقالت وكالة الأنباء الألمانية (د ب أ) إن «خبراء في جمعية (في.دي.إي) الألمانية للكهرباء وعلوم تكنولوجيا المعلومات أكدوا على أن هذه التقنية تعد حل منطقي لإنشاء الشبكات المنزلية حيث تنطوي على فائدة خاصة بالنسبة لمن يقيمون في منازل مؤلفة من عدة طوابق نظرا لأن أي شخص لديه موزع إنترنت لاسلكي» راوتر«في الطابق السفلي ويقيم في الطابق العلوي سوف يواجه بالقطع مشكلة في كفاءة الخدمة».
تعتبر الاتصالات عبر خطوط الكهرباء تقنية عالية، تحقق رفع قدرات وتحديث خطوط شبكة الكهرباء للجهد المتوسط والمنخفض، لتصبح قنوات استقبــال وإرسال بسرعات عالية تصــل إلى 200Mbps في الثانية باستعمــال (الترددات من 1 إلى 34 ميجاهرتز داخل أسلاك الكهرباء).
ويتم توصيل أجهزة الاتصالات عبر الخطوط الكهربائية إلى الشبكة الكهربائية في نهايات خطوط الجهد المتوسط أوالمنخفض في المحطات الفرعية والرئيسية، أو داخل المباني في غرف العدادات الكهربائية وتوصيلها بالألياف البصرية أو أي نوع من الاتصالات السريعة لكي يتم حقن إشارة إلى خطوط (LAN) الإنترنت أو الانترانت الشبكات المحلية الكهرباء، وتجتاز الإشارة عبر الخطوط الكهربائية على خطوط الجهد المتوسط والمنخفض لتصل إلى المنازل وأماكن العمل للمستخدم، ويتم تسهيل الربط بين خطوط الجهد المنخفض والمتوسط من خلال توجيه الإشارات في القنوات المخصصة لها.
وأكد الخبراء أن "تقنية "الإنترنت عبر خطوط الطاقة الكهربائية لها ميزة أخرى إضافية وهي أنها توفر ثمن الكابلات الإضافية وتغنيك عن عبء مد شبكة البيانات المنزلية".
وتشمل الأجهزة المستخدمة في إنشاء شبكة الاتصالات عبر خطوط الكهرباء أجهزة الضغط المتوسط وتكون في المحطة الجهد المتوسط الرئيسية لتكوين حلقة وصل بين الوحدة الرئيسية للإنترنت والخطوط الكهربائية، جهاز تقوية الإشارة يرسل الإشارة لتحسين التغطية ويوزع التوصيلات إلى كل منزل، والمودم يوصل المودم بالقابس الكهربائي (الفيش) لاستقبال إشارة الشبكات المحلية الإنترنت أو الإنترانت (LAN).
ورغم أن تقنية «الإنترنت عبر خطوط الطاقة الكهربائية» لها مميزاتها مقارنة بالشبكات المحلية اللاسلكية التي تعرف باسم «دبليو لان»، إلا أن هناك عدة عناصر يتعين أخذها في الاعتبار تتعلق بالأمن وسرعة الخدمة قبل تطبيق هذه التقنية.
وتتراوح أسعار شبكات الإنترنت عبر خطوط الكهرباء حسب سرعة نقل البيانات وتتراوح أسعارها ما بين 50 و150 يورو وعادة ما تعتمد معظم الشبكات على جهازي محول، وهناك مكونات أخرى يمكن شرائها بشكل فردي لاحقا.
يذكر أن دراسات توقعت أن يتم توصيل الإنترنت عبر خطوط الكهرباء من خلال القابس (الفيش) وليس عبر أطباق الأقمار الفضائية مما يوفر فرصاً لشركات الاتصالات المتخصصة لتوصيل الإنترنت لكل منزل على مدار الساعة من خلال تقنية الاتصالات عبر الخطوط الكهربائية وذلك بأسعار معقولة مما يسمح لمالكي المنازل من إدارة تلك المنازل وتحسينها DSL مقارنة بالأسعار الخاصة بالتوصيل عبر شبكه الألياف البصرية.
خطوط الطاقة الكهربائية أسهل وسيلة لتشبيك أجهزة الكومبيوتر المنزلية حيث يجري العمل لاستخدام خطوط الطاقة الكهربائية لتبادل المعلومات بين أجهزة الكمبيوتر داخل المنزل الواحد دون الحاجة إلى مد أسلاك طويلة أو الاستعانة بشبكة محلية لاسلكية.

## التاريخ
تعتمد BPL على تقنية PLC التي طويرها شركة الاتصالات الأمريكية AT&T منذ عام 1914.

## المزايا
أنها تغني عن مد أسلاك طويلة من غرفة لأخرى داخل المنزل، كما تغني عن الاستعانة بشبكة محلية لاسلكية WLAN. وعن ذلك يقول مايكل لينك من مجلة «كمبيوتر بيلد» التي تصدر في ألمانيا: «إذا كانت هناك جدران سميكة تحول دون انتقال شارات الشبكة المحلية اللاسلكية، فإن شبكات خطوط الطاقة الكهربائية تمثل بديلا مناسبا».